# Під конем
Під коне́м — ботанічний заказник загальнодержавного значення в Україні. Розташований у межах Підгаєцької міської громади Тернопільського району Тернопільської області, на захід від села Носів, в урочищі «Під конем».
Площа — 13,5 га. Створений указом Президента України від 27 липня 2016 року № 312. Перебуває у віданні: Носівська сільська рада.
Під охороною — ділянка лучно-степової рослинності. Місце зростання видів флори, які занесені до Червоної книги України: билинець довгорогий, дев'ятисил осотовий, любка дволиста, косарики черепичасті, лілія лісова, горицвіт весняний.